# جيك دروسير
جيك دروسير  (بالإنجليزية: Jake DeRosier)‏ كان متسابق دراجات نارية كندي. نافس في كأس جزيرة مان السياحية.